# Anaplectoides
Anaplectoides là một chi bướm đêm thuộc họ Noctuidae.

## Các loài
- Anaplectoides brunneomedia McDunnough, 1946
- Anaplectoides colorata (Corti & Draudt, 1933)
- Anaplectoides inexpectata Dierl, 1983
- Anaplectoides magnifica (Moore, 1882)
- Anaplectoides perviridis (Warren, 1912)
- Anaplectoides phaeotaenia Boursin, 1955
- Anaplectoides prasina – Green Arches ([Schiffermüller], 1775)
- Anaplectoides pressus (Grote, 1874)
- Anaplectoides tamsi Boursin, 1955
- Anaplectoides virens (Butler, 1878)